# Hashim Thaçi
Hashim Thaçi (Broćna, RFS Yugoslavia, 24 de abril de 1968) es un político kosovar, presidente de Kosovo desde el 7 de abril de 2016 hasta su dimisión el 5 de noviembre de 2020. Fue presidente del Partido Democrático de Kosovo (PDK) y primer ministro de Kosovo desde el 9 de enero de 2008 hasta el 9 de diciembre de 2014.
Fue uno de los fundadores y líderes de la organización terrorista Ejército de Liberación de Kosovo, por lo cual es reclamado desde 1997 por sus actividades paramilitares por la justicia de Serbia. En 2010 su nombre seguía apareciendo en el inventario de organizaciones terroristas del Departamento de Seguridad Nacional de los Estados Unidos.
El 24 de junio de 2020, el fiscal del Tribunal Especial para Kosovo acusó formalmente a Thaçi de crímenes de guerra y crímenes contra la humanidad, cometidos durante la guerra de Kosovo entre 1998 y 1999. Tras la confirmación de la imputación, dimitió de su cargo de presidente de Kosovo el 5 de noviembre siguiente.

## Formación
Después de graduarse en Filosofía e Historia por la Universidad de Priština, Thaçi cursó estudios de postgrado en la Universidad de Zúrich sobre Historia de Europa Sudoriental en el Departamento de Relaciones Internacionales. Durante sus años universitarios, fue uno de los líderes estudiantiles albaneses, y el primer estudiante presidente de la paralela Universidad Albanesa de Pristina que rompió en 1989 con la Universidad real debido al boicot de los albaneses de Kosovo al nuevo estatuto impuesto por Slobodan Milošević a Kosovo y Metohija.

## Fundación del UÇK, guerra y relación con el crimen organizado
Miembro de la resistencia pasiva contra Belgrado de principios de la década de 1990, y convencido de la falta de resultados de esta, funda con otros miembros de la misma el grupo terrorista UÇK (siglas en albanés de Ejército de Liberación de Kosovo), responsable según el Gobierno serbio del asesinato de más de 10 000 civiles, donde se ganó el apodo de Serpiente. Durante el período en que Thaçi lideró el UÇK, The Washington Times informó de la financiación de sus actividades a cargo de la mafia albanesa gracias al tráfico de heroína y cocaína en Europa Occidental. Incluso el Departamento de Estado de los Estados Unidos lo incluyó en su lista de organizaciones terroristas. Si bien Thaçi fundó el Partido Democrático de Kosovo, el UÇK siguió utilizando la violencia y la intimidación de rivales políticos para mantener el control de la región. Esto se hizo a fin de proteger a empresas criminales que dependían de la cooperación amistosa de las autoridades locales. Según el libro Los señores de las sombras (Daniel Estulin, 2008) Thaçi "ordenó el asesinato de sus opositores de la Liga Nacionalista Democrática de Ibrahim Rugova, entre ellos Fehmi Agani, uno de los más estrechos colaboradores de Rugova.".
También a través de las mafias enviadas a España, destinadas al robo en urbanizaciones y residenciales de lujo, contribuyó a la financiación de la guerra contra Serbia. De hecho, el propio Thaçi ha sido vinculado con el grupo Drenica, implicado en asuntos de mafia, prostitución y robos.
Condenado por un tribunal serbio a 22 años de cárcel por actos de terrorismo, se refugió en Suiza, donde terminó estudios de Ciencias Políticas.
Tras la Guerra de Kosovo, volvió a aparecer públicamente en 1999 con motivo de la conferencia de Rambouillet, donde se postuló como líder de los negociadores albano-kosovares, con el apoyo de los Estados Unidos.
En ese mismo año se vio implicado junto con otros miembros del UÇK en un presunto caso de tráfico de órganos. Según Carla del Ponte, exfiscal del Tribunal Penal Internacional para la ex Yugoslavia, unas 300 personas capturadas en territorio kosovar fueron enviadas a Albania con este macabro fin. El tema fue rechazado por el tribunal por falta de pruebas.

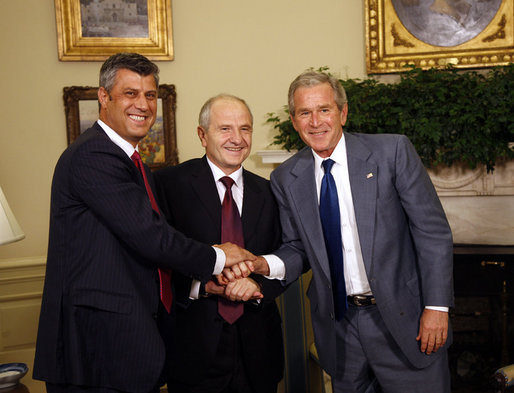
El presidente George W. Bush da un apretón de manos a Fatmir Sejdiu, anterior presidente de Kosovo, en el centro, y al primer ministro Hashim Thaçi, a la izquierda, en una reunión en la Casa Blanca el 21 de julio de 2008, después de la declaración unilateral de independencia.

Un análisis reciente de la delincuencia organizada en Kosovo, elaborado por el Bundesnachrichtendienst (servicio de inteligencia alemán), así como un informe confidencial contratado por el Ejército alemán, acusan a Thaçi, así como a Ramush Haradinaj y a Xhavit Haliti de una importante participación en el crimen organizado. El BND escribe: "Los actores clave (incluyendo Haliti, Haradinaj y Thaçi) están íntimamente vinculados a las interrelaciones entre la política, los negocios y las estructuras de la delincuencia organizada en Kosovo". El informe acusa a Thaçi de dirigir una "operación de la red criminal en todo Kosovo" en el final de la década de 1990. El informe del BND también le acusa de contactos con las mafias de la República Checa y Albania. Además, se le acusa, junto con Haliti, de ordenar los asesinatos cometidos por un sicario profesional, Afrimi, presuntamente contratado para llevar a cabo, al menos, 11 asesinatos.

## Victoria en las elecciones de 2007
El 17 de noviembre de 2007 se celebraron elecciones en Kosovo, con la victoria del PDK, con un total del 34% de los votos y su disposición a pactar con la Liga Democrática de Kosovo del presidente Fatmir Sejdiu. La participación en estas elecciones fue especialmente baja debido a la negativa a votar de la minoría serbia. Hashim Thaçi garantizó su intención de declarar la independencia de Kosovo el 10 de diciembre, el día fijado por la ONU para el fin de las negociaciones con Serbia.
El 19 de noviembre, la Unión Europea advirtió a Thaçi y sus aliados albaneses que no llevaran a cabo la declaración de independencia sin antes realizar una consulta. Tras su proclamación como primer ministro el 9 de enero de 2008, y haciendo caso omiso de estas recomendaciones, declaró unilateramente el 17 de febrero de 2008 la independencia de la República de Kosovo, con el reconocimiento inmediato de los Estados Unidos, la condena por parte de Rusia y división en el seno de la UE.
Desde su llegada al poder, la caótica situación económica del país empeoró (debido también a la crisis económica mundial), y la prensa occidental ha señalado la corrupción y el mal gobierno como factores que "socavan su precaria legitimidad internacional".

## Nueva victoria electoral en 2010
En las elecciones parlamentarias celebradas en diciembre de 2010 Thaçi volvió a conseguir la victoria con una mayoría simple, al alcanzar el 33,5% de los votos, en unos comicios acusados de fraudulentos por la oposición y la prensa europea.

## Acusaciones internacionales
En diciembre de 2010, el Consejo de Europa presentó un informe, elaborado por Dick Marty (quien destapara el escándalo de los vuelos secretos de la CIA) que vinculaba a Hashim Thaçi con el tráfico de heroína, armas y órganos humanos. Según las investigaciones, Hashim Thaçi es uno de los jefes del entramado mafioso. Los órganos humanos a los que alude el informe proceden de víctimas serbias, y corresponden al caso denunciado por Carla del Ponte en 2008. Además, según Marty, numerosos testigos de los hechos habrían sido ya asesinados, asegurando que en las condiciones que se daban de desprotección, sería difícil encontrar personas que quisieran testificar.
Según informes aparecidos en 2011, la OTAN y los gobiernos occidentales tenían conocimiento desde 2004 de que Thaçi era «un actor clave de la mafia y el crimen organizado en la región balcánica». Dichos informes lo describen como «el más peligroso de los padrinos del hampa cuando era uno de los cabecillas del UÇK».
El 24 de abril de 2020, el Tribunal Especial para Kosovo y la Fiscalía Especializada de La Haya presentaron un auto de acusación de diez cargos para la consideración del Tribunal, acusando a Hashim Thaçi, Kadri Veseli y otros de crímenes contra la humanidad y crímenes de guerra, incluidos asesinato, desaparición forzada de personas, persecución y tortura.  El auto de acusación considera a los sospechosos culpables de aproximadamente cien asesinatos de albanokosovares, serbios, romaníes y opositores políticos.
El 5 de noviembre de 2020, Thaçi anunció su dimisión a los periodistas «para proteger la integridad de la presidencia de Kosovo» y luego se entregó al tribunal internacional. Fue reemplazado por la presidenta de la Asamblea de Kosovo, Vjosa Osmani. El juicio en su contra se inició el 3 de abril de 2023 en La Haya.
Su gobierno había votado un presupuesto de más de cuatro millones de euros para financiar la defensa de los acusados de crímenes de guerra.